# 科学史 (1501年)
科学史上的1501年发生了众多事件，本条目撷取其中部分罗列如下：

## 天文学
- 意大利航海家亚美利哥·韦斯普奇标注出半人马座α、半人马座β以及南十字座的数颗恒星，这些恒星都出现在欧洲地平线以下。

## 航海

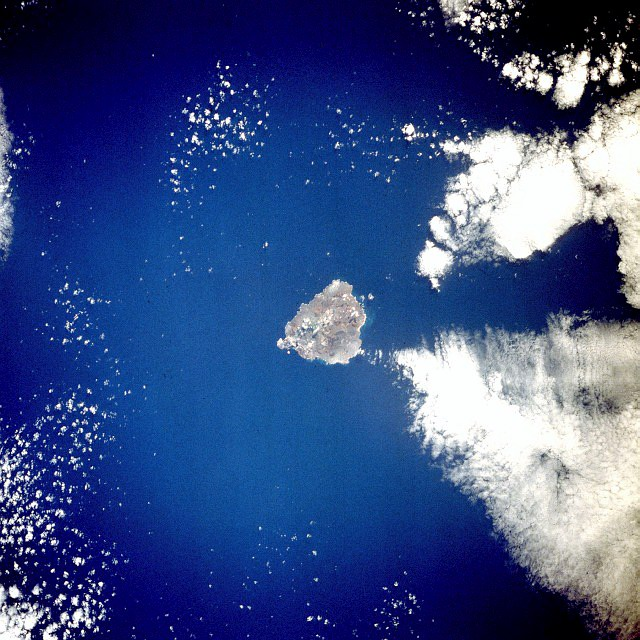
太空中俯瞰阿森松岛（摄于1990年12月）

- 3月25日，葡萄牙航海家约翰·达·诺瓦（João da Nova）可能在这一天发现了阿森松岛。[1]
- 11月1日（诸圣节），亚美利哥·韦斯普奇在巴西发现并命名了万圣湾（Baía de Todos os Santos）。
- 加斯帕·科汝特-雷尔（Gaspar Corte-Real）成为西欧千年来第一位已知的登陆北美洲的人。[2]
- 罗德里格·德·巴斯蒂达斯（Rodrigo de Bastidas）成为第一个探索巴拿马地峡的欧洲人。[2]

## 医学
- 一种以发热、头痛、盗汗和黑舌为症状的流行病开始席卷欧洲大陆，并一直持续到1587年。该病最初被称为“匈牙利病”，后来该次事件被确认为斑疹伤寒爆发。[3]

## 诞生
- 1月17日，莱昂哈特·福克斯，德国植物学家（1566年卒）
- 5月23日，皮耶特罗·安德烈·马蒂奥利（Pietro Andrea Mattioli），意大利医生及植物学家（1577年卒）
- 9月24日，吉罗拉莫·卡尔达诺，意大利数学家及物理学家（1576年卒）
- （大致日期）加西亚·德奥塔（Garcia d'Orta），葡萄牙塞法迪犹太人物理学家（1568年卒）

## 逝世
- （猜测日期）加斯帕·科汝特-雷尔，葡萄牙探险家（1450年生）